# Tanja Milanović
Tanja Milanović,  född 15 juni 1977 i Ljubljana i dåvarande Jugoslavien, är en före detta serbisk handbollsspelare som representerade Serbien på landslagsnivå. Hon spelade som vänsternia.

## Klubblagsspel
Tanja Milanovićs första år som handbollsspelare är inte kända. I Serbien spelade hon först elithandboll för ZORK "Napredak" Krusevac 1997–1999. Madeira Andebol SAD i Portugal, som hon spelade för 2000–2003 var hennes första utlandsklubb. Där vann hon ligatitlar och cupen i Portugal. Hon avslutade sin karriär i fyra olika danska klubbar, Randers HK 2003–2004, Ikast-Bording EH 2004–2008, FCK Håndbold 2008–2010 och FIF 2010. År 2008 blev hon knäopererad i slutet av säsongen och missade slutspelets semifinal med Ikast. Hon spelade i danska klubbar i sju år. Hon avslutade karriären i oktober 2010 då hon spelade för FIF. Säsongen 2005–2006 när hon spelade för Midtjylland blev hon skytteligavinnare i danska ligan. Säsongen 2006–2007 blev hon också utsedd till bästa spelaren i ligan i Danmark. Samma säsong blev hon också uttagen i danska ligans all star team. Med Ikast vann hon danska cupen 2007–2008.

## Landslagsspel
Milanovic spelade för det serbiska landslaget i tolv år och hennes främsta merit är en bronsmedalj 2001. Hon spelade i alla mästerskap från 2000–2004. Främsta meriten var en bronsmedalj i VM i Italien 2001. Serbien spelade under beteckningen FR Jugoslavien (=Serbiens och Montenegros landslag) 2001.

## Privatliv
Tanja Milanovic bor i Köpenhamn och arbetar som kontorist på Köpenhamns kommun.